# فرشاد أحمد زاده
فرشاد أحمد زاده (بالفارسية: فرشاد احمدزاده) هو لاعب كرة قدم إيراني في مركز الوسط، ولد في 23 سبتمبر 1992 في أرومية في إيران. شارك مع منتخب إيران تحت 23 سنة لكرة القدم. أما مع النوادي، فقد لعب مع نادي برسبوليس ونادي تراكتور سازي.

## وصلات خارجية
- فرشاد أحمد زاده على موقع قاعدة بيانات كرة القدم.إي يو (الإنجليزية)
- فرشاد أحمد زاده على موقع Soccerway.com (الإنجليزية)